# 에로 배우
에로 배우는 성적인 내용이 주를 이루거나, 성적 행위를 시늉을 소재로 하며 이야기가 있는 영화에 출연하는 배우를 말한다. 실제 성교 장면 이외의 성행위 장면 또는 시늉 장면에 참여한 배우는 모두 에로 배우에 포함된다.

## 역대 에로 배우

### ㄱ
- 가빈
- 가비 (지율)
- 가을
- 강나영(채이나/민주)
- 강민서
- 강민우
- 강새봄(연하늘)
- 강소은
- 강예나
- 강유진
- 강재이
- 겨울
- 고아라
- 고원
- 고은아
- 공예지
- 곽한구
- 곽현화
- 구지성
- 금나랑
- 금소연
- 김도희(미나)
- 김서지
- 김선영
- 김성은
- 김수정
- 김연수
- 김유연
- 김은영
- 김인애
- 김은혜
- 김정아
- 김지연
- 김진선
- 김초희
- 김태정
- 김한
- 김화연(김사라/김미정)
- 김현지
- 김혜현(김혜연)
- 김희원
- 김희정
- 김희주

### ㄴ
- 나영(하진/여은)

### ㄷ
- 단비
- 달래
- 도모세
- 도희
- 두리

### ㄹ
- 라리사
- 라희
- 류미오
- 류현아(유리)
- 리사
- 리원
- 리카

### ㅁ
- 미라
- 미호(미나)
- 민도윤
- 민아
- 민정(지나/진아/김준희)
- 민주(가연)
- 민주(채원)
- 민지(정하늘)
- 민지민

### ㅂ
- 박가을
- 박가인(한가인/소연)
- 박경희
- 박도진
- 박민경
- 박성희
- 박세미
- 박유비
- 박은영
- 박은진
- 박주빈(규리)
- 박진위
- 박초현(시영/박하영/하이디 박)
- 박하얀
- 박현진
- 박혜린
- 박효원(이천)
- 반희
- 배선아(청아)
- 백성혜
- 백세리(세리 아미에)
- 백지은
- 변서은
- 보라
- 보리
- 보영
- 비야
- 비키(백다은)

### ㅅ
- 상두
- 상우(다니엘 최)
- 새봄
- 서아
- 서영
- 서우
- 서원(박윤주)
- 서율
- 선우
- 선우일란
- 선유
- 선혜(소리)
- 설아
- 설효주
- 설화
- 성아윤
- 성연
- 성유지(천유지)
- 성은
- 세린
- 세아
- 세하
- 세희
- 소라
- 소미
- 소영
- 소예(예슬)
- 소윤
- 소정(하연)
- 소진
- 손가람
- 송다연
- 송은
- 송은채(강은비/주미진)
- 수경
- 수빈
- 수아(아롱/아름)
- 수영
- 수정(소정)
- 수지
- 순미
- 스텔라
- 시우
- 시원
- 시현
- 신연우
- 신연호
- 신영웅(김현수)
- 신유주
- 신현주

### ㅇ
- 아랑
- 아름
- 아리(남지수)
- 아영
- 아이즈
- 아현(아중)
- 안나영
- 안민상
- 안민우
- 안소영
- 안소희(강한나)
- 안혜인
- 애라
- 앤
- 양은지
- 엄다혜
- 엄지혜
- 에스더(서기)
- 에이미
- 여름
- 여이례
- 연주
- 연지아
- 연화
- 연희
- 영아
- 예나
- 예다
- 예리
- 예린
- 예슬
- 예진
- 오움 능
- 오인혜
- 오지오
- 오지현(오지혜)
- 우열
- 원서희
- 유정
- 유나
- 유니
- 유라
- 유리
- 유미
- 유설영
- 유소영
- 유승현
- 유지원(박미나)
- 유진
- 유키
- 유풀잎
- 유하
- 유해나
- 유희
- 윤다현
- 윤설희
- 윤세나
- 윤영서
- 윤율
- 윤재
- 윤지
- 은민
- 은빛
- 은서
- 은성
- 은옥
- 은신
- 은지
- 은채
- 은하
- 은하영
- 이규영
- 이다민
- 이다연
- 이리나 그리가
- 이메일
- 이미나
- 이선(윤소정)
- 이선영
- 이선주(전유진)
- 이소희
- 이송이
- 이수(윤이수)
- 이수연
- 이슬비
- 이아름
- 이아인
- 이예은
- 이유리
- 이유린
- 이유림(유림)
- 이유미
- 이유진
- 이은미
- 이자은
- 이재은
- 이정민
- 이준현
- 이지수(유정)
- 이지현
- 이채담(채린)
- 이천년
- 이태임
- 이태희
- 이하루
- 이하얀
- 임성언
- 임송이
- 임지연
- 임지영

### ㅈ
- 장미
- 장미희
- 장하람
- 재훈
- 재희
- 전미경
- 전신해(지원)
- 전은진(은서)
- 정서윤
- 정세희
- 정순영
- 정아
- 정유진
- 정윤(정선민)
- 정주은
- 정지혜

정희빈 ㅡ 1974년생
- 정향
- 제니
- 제시(하리)
- 조아
- 조여정
- 조용복(용팔)
- 조유진
- 주리(혜원)
- 주리아
- 주아
- 주연
- 주연서
- 주영
- 주예빈
- 주하(오주하)
- 주혜원
- 주희
- 지아(소라)
- 지연
- 지영
- 지영은
- 지원
- 지은서(이지우/선지우)
- 지현(세연)
- 지희
- 진도희
- 진서연(진서현/최이비)
- 진시아(백슬비)
- 진아
- 진이
- 진주
- 진혜경
- 짬타수아

### ㅊ
- 차린
- 차명훈
- 차수연
- 차주현
- 채련
- 채민서
- 채승하(승하/이설하)
- 채연
- 채진희
- 초선
- 초희
- 최나비
- 최수정
- 최연이
- 최은
- 최정아
- 춘야

### ㅋ
- 칸나

### ㅌ
- 태우
- 태주
- 태희
- 토미
- 티파니

### ㅍ
- 퍼기
- 푸름
- 프라오 나파리
- 플라투 마리아

### ㅎ
- 하경(체리)
- 하나
- 하나경
- 하라
- 하리
- 하빈
- 하소연(하유선)
- 하연
- 하연지
- 하주희
- 하진
- 한가영
- 한가을
- 한가희
- 한나나
- 한다감
- 한민
- 한별(수애/희선)
- 한빛
- 한빛나
- 한석봉
- 한설화
- 한설희
- 한세빈
- 한세희
- 한솔
- 한수민
- 한예지
- 한유빈
- 한이슬
- 한채민
- 한채유
- 한지은
- 한희빈
- 해일
- 허윤주
- 현아
- 혜나
- 혜빈
- 혜란
- 혜원
- 혜진
- 호경
- 홍새희
- 홍예니
- 홍해솔
- 화영
- 화진
- 효리(현아)
- 효린
- 희수
- 희진

## 같이 보기
- 에로 영화
- AV 여배우